# 上海市延安初级中学
上海市延安初级中学是一所位于上海市长宁区的重点初级中学。该校本部位于上海市长宁区延安西路601号，分部位于安化路222号。

## 学校概况
上海市延安初级中学原为上海市延安中学的初中部，前身是市立真如中学，始建于1946年。1949年8月迁入延安西路601号，由王亚文担任新中国成立后的第一任校长。1998年初高中分离独立办学，初中部留在原址办学，现名为“上海市延安初级中学”。2010年8月，增设了新的安化路校区。

## 硬件设施
校内建有教学楼，实验楼，科技楼，体育楼，行政楼（炮楼），综合楼。设有物理，化学，生物实验室，建有两个礼堂，多个机器人研究实验室和电脑机房。

## 校训
自信 自强

## 外部連結
- 上海市延安初级中学官网[]